# Франческо Кріспо Монкада
Франческо Кріспо Монкада (італ. Francesco Crispo Moncada; 9 травня 1867, Палермо, Королівство Італія — 19 липня 1952, Рим, Італія) — італійський державний діяч часів фашизму, член Національної фашистської партії, шеф італійської поліції, пізніше — сенатор.

## Біографія
Франческо Монкада народився 9 травня 1867 року на острові Сицилія, у місті Палермо.
Закінчивши середню школу, він вступив на юридичний факультет Палермського університету. Здобувши вищу освіту, 1891 року він почав працювати префектом у Палермо та Феррарі. Пізніше Монкада був переведений до Міністерства внутрішніх справ. Під час Першої світової війни він працював у Генеральному штабі.
По завершенню військового конфлікту він працював у Венеції, Трієсту, у муніципалітетах Мессіна та Анкона.
1921 року Монкада був префектом у Тревізо, а у період із 1922 до 1924 року — у Венеції. Після цього Монкада був призначений очільником італійської поліції замість Еміліо Де Боно, який звільнився через скандал, пов'язаний із убивством Джакомо Маттеотті. Його головним завданням було відновити довіру народних мас до поліції, а також вернути під контроль свого відомства всі околиці Риму, які збунтувалися.
13 вересня 1926 року Монкада був звільнений із посади очільника поліції через те, що не зміг запобігти серії замахів на Беніто Муссоліні.
1928 року він став сенатором королівства, паралельно залишаючись радником у Міністерстві внутрішніх справ до своєї відставки у 1937 році.